# 小法爾山

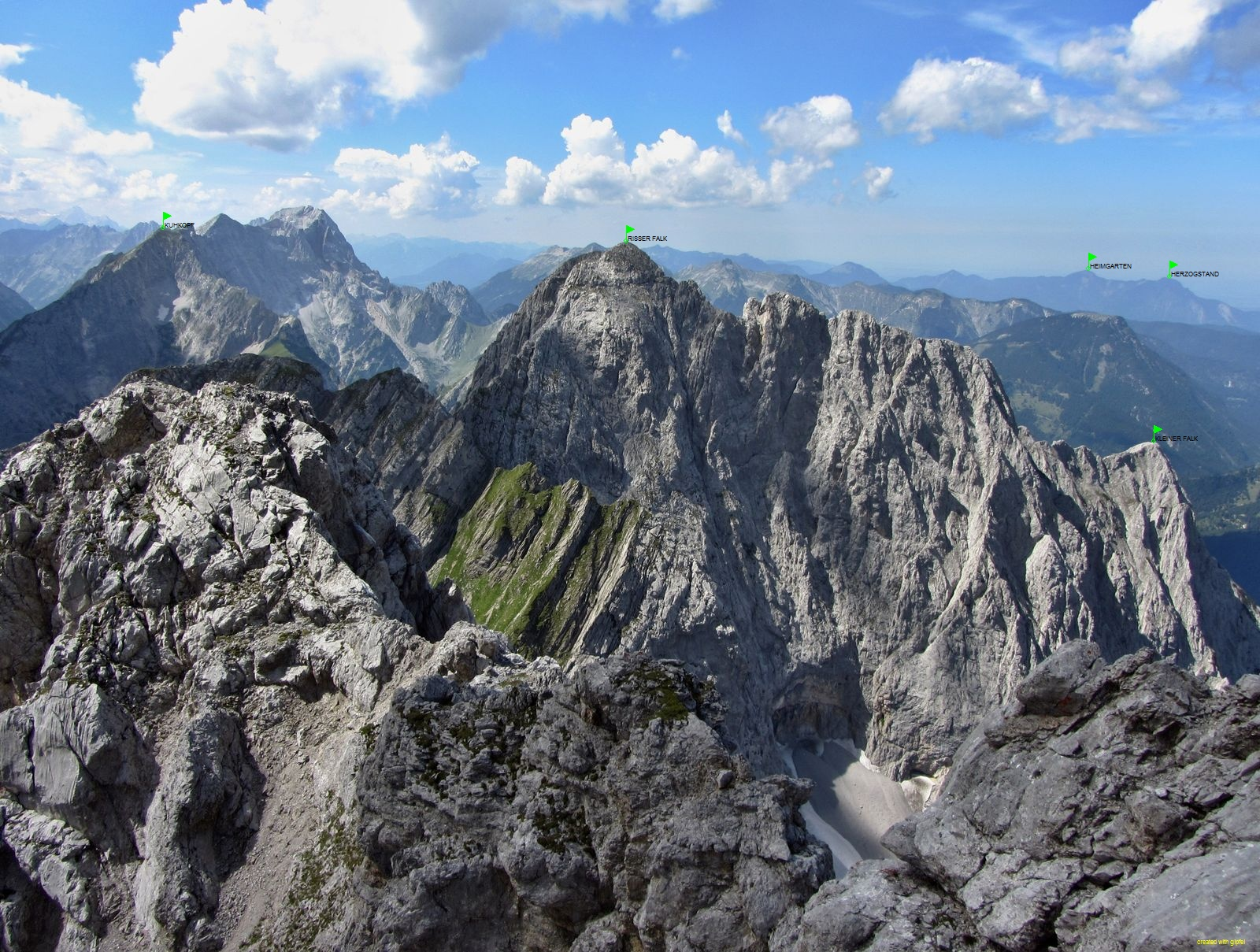

47°26′40″N 11°30′26″E / 47.444385°N 11.507194°E
小法爾山（德語：Kleiner Falk），是奧地利的山峰，位於該國西部，由蒂羅爾州負責管轄，屬於卡爾文德爾山脈的一部分，距離里瑟法爾克山0.1公里，海拔高度2,190米。